# Клеёные деревянные конструкции
Клеёные деревянные конструкции (КДК) — строительные несущие и ненесущие деревянные конструкции, в основе производства которых лежат технологии, применяемые при производстве используемых повсеместно клеёных древесных материалов.

## Область применения
КДК получили распространение в строительстве благодаря выдающимся по отношению к конструкциям из других материалов прочностным характеристикам, приходящимся на единицу массы конструкции. В связи с этим при их использовании на этапе строительства получают хороший экономический эффект, связанный с малыми затратами при монтаже. Также, в связи с малой массой  конструкций, получают эффект, связанный с удешевлением необходимого фундамента.
КДК имеют выигрыш по отношению к использованию сталесодержащих конструкций при использовании в строительстве сооружений, внутри которых предполагается наличие большой влажности или химически агрессивной среды.
Известными представителями КДК являются ЛВЛ-Брус и Клеёный брус. В ЛВЛ-брусе слои шпона располагают как параллельно силам нагрузки на конструкции, так и перпендикулярно.

## Элементы клеёных деревянных конструкций
Элементы КДК — это балки (прямолинейные постоянной высоты, прямолинейные постоянной высоты с наклоном, односкатные переменной высоты, двускатные прямолинейного очертания, двускатные ломаного очертания), рамы (с горизонтальным ригелем, с двускатным ригелем, гнутоклеёные и т. д.), арки (кружальные, треугольные, стрельчатые, килевидные), фермы (треугольные, сегментные). Пролёты таких конструкций могут достигать 100 м и более.